# وليام كريستوفر
وليام كريستوفر (بالإنجليزية: William Christopher)‏ مواليد 20 أكتوبر 1932 في إيفانستون، الولايات المتحدة - الوفاة 31 ديسمبر 2016 في باسادينا، الولايات المتحدة، هو ممثل أمريكي بدأ مسيرته الفنية سنة 1965. من أعماله كعكة الحظ. امتدت مسيرته الفنية لأكثر من 47 عاما.

## روابط خارجية
- وليام كريستوفر على موقع IMDb (الإنجليزية)
- وليام كريستوفر على موقع أول موفي (الإنجليزية)
- وليام كريستوفر على موقع إن إن دي بي (الإنجليزية)
- وليام كريستوفر على موقع قاعدة بيانات الفيلم (الإنجليزية)